# Kongernes Jelling
Kongernes Jelling er et museum og besøgscenter tæt ved Jellingmonumenterne, der fortæller historien om tiden, da Jelling var centrum i den danske historie, hvor Gorm den Gamle og Harald Blåtand levede. Museet viser, hvordan Jellingstenene formentlig så ud oprindeligt og præsenterer ny viden om vikingetiden. Her kan man følge Gorm-slægtens spor frem til familien i dag, og samtidig sætter museets udstillinger Jelling ind i en historisk sammenhæng. Museet er tegnet af WOHLERT Arkitekter AS.

## Historien bag Jelling
I Jelling grundlagde Gorm den Gamle monarkiet og slægten, som mere end 1000 år senere stadig eksisterer med vor nuværende regent Kong Frederik som efterkommer. I vikingetidens sidste år havde mænd som Gorm den Gamle og Harald Blåtand deres daglige gang i Jelling. Efter midten af 900-tallet skabte Gorm den Gamle og Harald Blåtand et anlæg med rødder i den hedenske oldtid. De to høje, Harald Blåtands runesten og den romanske frådstenskirke er sidste trin i udbygningen af det kongelige monument. Under dem ligger resterne af en stor skibssætning og sporene af de første tre kirkebygninger af træ i Jelling. På den lille Jellingsten fik Danmark navn omkring år 950, og på den store Jellingsten blev kristendommen officielt bekræftet som den religion, der afløste den gamle nordisk asetro omkring år 965.

## En del af verdensarven
I 1994 blev monumenterne, som det første danske monument, optaget på UNESCOs liste over verdens særligt bevaringsværdige historiske mindesmærker – Verdensarven.UNESCO-monumenterne omfatter de to runesten foran kirken, selve Jelling Kirke og de to store høje nord og syd herfor. Sammen med 690 andre steder i verden er Jelling udpeget til at være en del af vor fælles arv.
Fra 1. januar 2007 overgik driften af Kongernes Jelling til Nationalmuseet, og nye udstillinger fra Nationalmuseet kommer indimellem til Kongernes Jelling. I september 2007 blev 1859-kopierne af Guldhornene, en guldhalsring og en ravbjørn stjålet fra Kongernes Jelling, men tyvekosterne kom snart tilbage.